# Viggo Lindstrøm
Viggo Lindstrøm (12. januar 1858 – 17. juni 1926) var en dansk skuespiller og teaterdirektør, grundlagde Det Ny Teater i København. Han var gift med skuespiller Vera Lindstrøm. Lindstrøm var født 12. januar 1858 i København, som søn af en svensk skrædder. Han stod i lære som vinhandler, før han vendte sig mod skuespillerfaget. Han debuterede 3. december 1880 i Stavanger og blev efterfølgende tilknyttet Dagmarteatret i mange år efter dets åbning. Han blev derefter tilknyttet Folketeatret, hvor det var forventet, at han skulle efterfølge J.F.S. Dorph-Petersen som teaterdirektør. En uoverensstemmelse med Dorph-Petersen om opsigelsen af Lindstrøms kone forårsagede dog, at han selv forlod teatret. Han blev efterfølgende hyret af byggeselskabet Bona til at stå i spidsen for etableringen af Det Ny Teater. På teatrets åbningsaften i 1908 var teatret det andet største og mest avancerede teater i Danmark, men han forlod teatret igen efter tre år pga. en ubetydelig gæld.
Samme år debuterede han på film, og dukkede derefter sporadisk op i film fra forskellige filmstudier. I første halvdel af 1920 arbejdede han for Nordisk Film og havde mindre roller i to Carl Theodor Dreyer film, Blade af Satans Bog (produceret i 1919, udgivet i 1921) og Du skal ære din hustru (1925).
Lindstrøm var aktiv til sin død i 1926, hvor hans to sidste optrædener var i Ole & Axel film for filmselskabet Palladium. Han er begravet på Frederiksberg Kirkegård.

## Film
- · Vildmanden (1908)
- · Den farlige Leg (1911)
- · En behagelig Fejltagelse (1912)
- · Det berygtede Hus (1912)
- · Hjertedoktoren (1913)
- · Buddhas Øje (1915)
- · Amors Spilopper (1916)
- · Blade af Satans bog (1919)
- · Gudernes Yndling (1920)
- · Hans gode Genius (1922)
- · Jafet, der søger sig en Fader, I - IV (1922)
- · Den sidste af Slægten (1922)
- · Smil og Taare (1923)
- · Grønkøbings glade Gavtyve (1925)
- · Du skal ære din hustru (1925)
- · Den store Magt (1925)
- · Ulvejægerne (1926)